# Verrucidens
Verrucidens là một chi rêu trong họ Seligeriaceae.